# Amiche per la morte - Dead to Me
Amiche per la morte - Dead to Me (Dead to Me) è una serie televisiva statunitense del 2019 creata e prodotta da Liz Feldman.

## Trama
Dead to Me racconta di un'amicizia che sboccia tra Jen (Applegate) e Judy (Cardellini). Jen è un agente immobiliare recentemente rimasta vedova di Laguna Beach, California, che cerca di venire a patti con la sua perdita attraverso la terapia, l'esercizio fisico e altri metodi, usando la rabbia e il risentimento come sfogo per il suo dolore.
Jen incontra Judy in un gruppo di supporto al lutto. Jen piange il marito, ucciso da un pirata della strada, mentre Judy afferma di essere in lutto per il suo fidanzato morto per un infarto. In realtà, Judy è il pirata della strada e il suo fidanzato ha semplicemente rotto con lei. I due personaggi affrontano le loro lotte in modo diverso, poiché Jen si ritrova in un posto buio mentre Judy mantiene un atteggiamento positivo. Questa differenza porta rapidamente a un profondo legame tra le due. Jen diventa più squilibrata mentre svela il mistero della morte del marito e i segreti di Judy.

## Episodi
| Stagione         | Episodi | Pubblicazione USA | Pubblicazione Italia |
| ---------------- | ------- | ----------------- | -------------------- |
| Prima stagione   | 10      | 2019              | 2019                 |
| Seconda stagione | 10      | 2020              | 2020                 |
| Terza stagione   | 10      | 2022              | 2022                 |

## Personaggi e interpreti

### Principali
- Jen Harding (stagione 1-3), interpretata da Christina Applegate. Una donna irascibile rimasta vedova dopo la morte del marito.
- Judy Hale (stagione 1-3), interpretata da Linda Cardellini. Una donna eccentrica e ottimista che nasconde un segreto scioccante.
- Christopher Doyle (stagione 1-3), interpretato da Max Jenkins
- Henry Harding (stagione 1-3), interpretato da Luke Roessler. È il figlio più piccolo di Jen. Ha soli 10 anni e crede che suo padre morto sia un uccellino.
- Steve Wood (stagione 1), interpretato da James Marsden. Ex fidanzato di Judy coinvolto in loschi affari con la mafia greca.
- Ben Wood (stagione 2-3), interpretato da James Marsden. Il gemello di Steve.
- Charlie Harding (stagione 1-3), interpretato da Sam McCarthy. Figlio di Jen e fratello maggiore di Henry.

### Ricorrenti
- Abe Rifkin, interpretato da Ed Asner
- Ana Perez, interpretata da Diana-Maria Riva
- Karen, interpretata da Suzy Nakamura
- Michelle, interpretata da Natalie Morales
- Wayne, interpretato da Keong Sim
- Eileen, interpretata da Frances Conroy

## Produzione e distribuzione
Il 5 aprile 2018, Netflix ha ordinato la serie, composta da dieci episodi.
Il 1º aprile 2019, è stato annunciato che la serie sarebbe stata pubblicata il 3 maggio 2019.
La seconda stagione è stata pubblicata l'8 maggio 2020, priva del doppiaggio italiano a causa della pandemia di COVID-19. Il doppiaggio in italiano è stato reso disponibile dopo pochi giorni.
Nel giugno 2020 la serie è rinnovata per una terza ed ultima parte, in uscita il 17 novembre 2022.

## Promozione
Il trailer ufficiale della serie fu diffuso il 1º aprile 2019.

## Premi e riconoscimenti
2019
- Primetime Emmy Awards[2]
  - Nomination come Miglior attrice protagonista in una serie commedia per Christina Applegate
- Satellite Award [3]
  - Nomination come Miglior attrice protagonista in una serie commedia per Christina Applegate

2020
- 2020 - Golden Globe[4]
  - Nomination come Miglior attrice protagonista in una serie commedia per Christina Applegate
- Critics' Choice Television Award [5]
  - Nomination come Miglior attrice in una serie commedia per Christina Applegate
- Primetime Emmy Awards
  - Nomination per il Miglior cast in una serie commedia
  - Nomination per la Miglior attrice protagonista per Christina Applegate
  - Nomination per la Miglior attrice protagonista per Linda Cardellini

2021
- Critics' Choice Television Award [6]
  - Nomination per la Miglior attrice protagonista in una serie commedia per Christina Applegate
- GLAAD Media Awards
  - Nomination per la migliore serie commedia
- Satellite Awards[7]
  - Nomination per la miglior serie tv commedia
  - Nomination per la migliore attrice protagonista in una serie commedia per Christina Applegate
  - Nomination per la migliore attrice protagonista in una serie commedia per Linda Cardellini
- Screen Actors Guild Award
  - Nomination per il miglior cast in una serie commedia
  - Nomination per la miglior attrice protagonista per Christina Applegate
  - Nomination per la miglior attrice protagonista per Linda Cardellini